# Bikoka
Bikoka est un village du Cameroun situé dans la région du Sud et le département de l'Océan, sur la route rurale qui relie Lolodorf à Bibondi. Il fait partie de la commune de Lolodorf.

## Population
En 1966, la population était de 412 habitants, principalement des Ewondo. Lors du recensement de 2005, on y dénombrait 946 personnes.

## Infrastructures
La localité dispose d'un marché périodique.

## Personnalités
Le général Pierre Semengue est né à Bikoka le 28 juillet 1935.
Son biographe, l'écrivain et homme politique Charles Ateba Eyene, est également né à Bikoka, le 15 janvier 1972. Il y a été inhumé le 29 mars 2014.